# Dicranomyia dorsalis
Dicranomyia dorsalis là một loài ruồi trong họ Limoniidae. Chúng phân bố ở miền Australasia.